# Mohammad Sadeghi
Mohammad Sadeghi (pers. ‏محمد صادقی‎, ur. 16 marca 1952 w Ahwazie) – irański piłkarz występujący podczas kariery na pozycji pomocnika.

## Kariera klubowa
Mohammad Sadeghi karierę piłkarską rozpoczął w drużynie Gomrok Ahwaz na przełomie lat 60. i 70. W latach 1971–1978 był zawodnikiem PAS Teheran. Z PAS dwukrotnie zdobył mistrzostwo Iranu w 1977 i 1978. W latach 1978–1980 występował w Persepolis Teheran. W 1980 przeszedł do klubu Shahin Teheran, w którym występował do końca swojej kariery w 1986.

## Kariera reprezentacyjna
W reprezentacji Iranu Sadeghi zadebiutował 14 czerwca 1972 w przegranym 0-3 meczu Taca Indepedencia z Portugalią. W 1972 uczestniczył w Igrzyskach Olimpijskich w Monachium. Na turnieju w RFN wystąpił w dwóch meczach z: Węgrami i Danią.
W 1974 wygrał z Iranem Igrzyska Azjatyckie. Na turnieju w Teheranie wystąpił we sześciu meczach z Pakistanem, Birmą, Bahrajnem, Malezją, Koreą Południową, Irakiem i Izraelem. W 1976 wygrał z Iranem Puchar Azji. Na turnieju w Iranem wystąpił tylko w meczu z Jemenem Południowym.
W 1978 roku został powołany do kadry na Mistrzostwa Świata. Iran zakończył turniej na fazie grupowej a Sadeghi wystąpił we wszystkich trzech meczach z Holandią, Szkocją i Peru, który był jego ostatnim meczem w kadrze. Ogółem w latach 1972-1978 Sadeghi w reprezentacji wystąpił w 39 meczach, w których zdobył 4 bramki.